# Конн, Джером
Джером Конн (англ. Jerome W. Conn, 24 сентября 1907, Нью-Йорк — 11 июня 1994, Нейплс) — американский эндокринолог, описавший синдром Конна.

## Биография
Конн родился в Нью-Йорке, учился три года в Рутгерском университете, затем он поступил в медицинскую школу Мичиганского университета в Анн-Арборе в 1928. Во время Великой депрессии 1929 года его семье было тяжело обеспечивать его учёбу, но его сёстры помогали с оплатой своими зарплатами.
Он с отличием окончил университет в 1932 году и поступил в интернатуру по хирургии до перехода в медицину внутренних болезней. Конн работал в отделении клинических исследований под руководством Луи Ньюбурга, изучая связь между ожирением и сахарным диабетом 2-го типа. Конн доказал, что нормальная толерантность к углеводам может быть достигнута в двадцати из двадцати одного случая наблюдения субъектов, которые снижают свой вес до нормального. Он стал научным сотрудником в 1935, а в 1938 году — помощником профессора.
С 1943 года Конн возглавил отдел эндокринологии и начал исследование акклиматизации военных к тёплому климату, например южной части Тихого океана. Он обнаружил, что выделение натрия с потом, мочой и слюной замедляется в таких условиях.
Обществу клинических исследований Конн представил пациента 34 лет, который жаловался на периодическую выраженную слабость в нижних конечностях, на периодические мышечные спазмы и судороги в руках в течение семи лет. После тщательного обследования он обнаружил состояние, которое назвал первичным гиперальдостеронизмом, позже названного синдромом Конна.
Конн написал в общей сложности 284 статьи и глав в книгах. На протяжении многих лет его клиника была ведущей в вопросах исследования гиперальдостеронизма. Конн был удостоен звания заслуженного профессора в 1968 году. Помимо этого, он получил много других наград за время своей карьеры, он был членом двенадцати национальных профессиональных обществ. Ушёл на пенсию в 1974 и умер в 1994 году в Нейплс, Флорида.

## Награды
- 1958 — Медаль Бантинга[нем.]
- 1965 — Международная премия Гайрднера
- 1967 — Награда Говарда Тейлора Риккетса[нем.]